# بزمجه دروغین خالدار
بزمجه دروغین خالدار (نام علمی: Callopistes maculatus)، که همچنین به نام تگوی کوتوله، تگوی کوتوله شیلیایی یا ایگوانای شیلیایی (به اسپانیایی ایگوانا Chilena) نیز شناخته می‌شود، گونه‌ای از مارمولک‌ها از تیرهٔ سوسماران دم‌شلاقی (Teiidae) و بومی شیلی است.

## نگارخانه

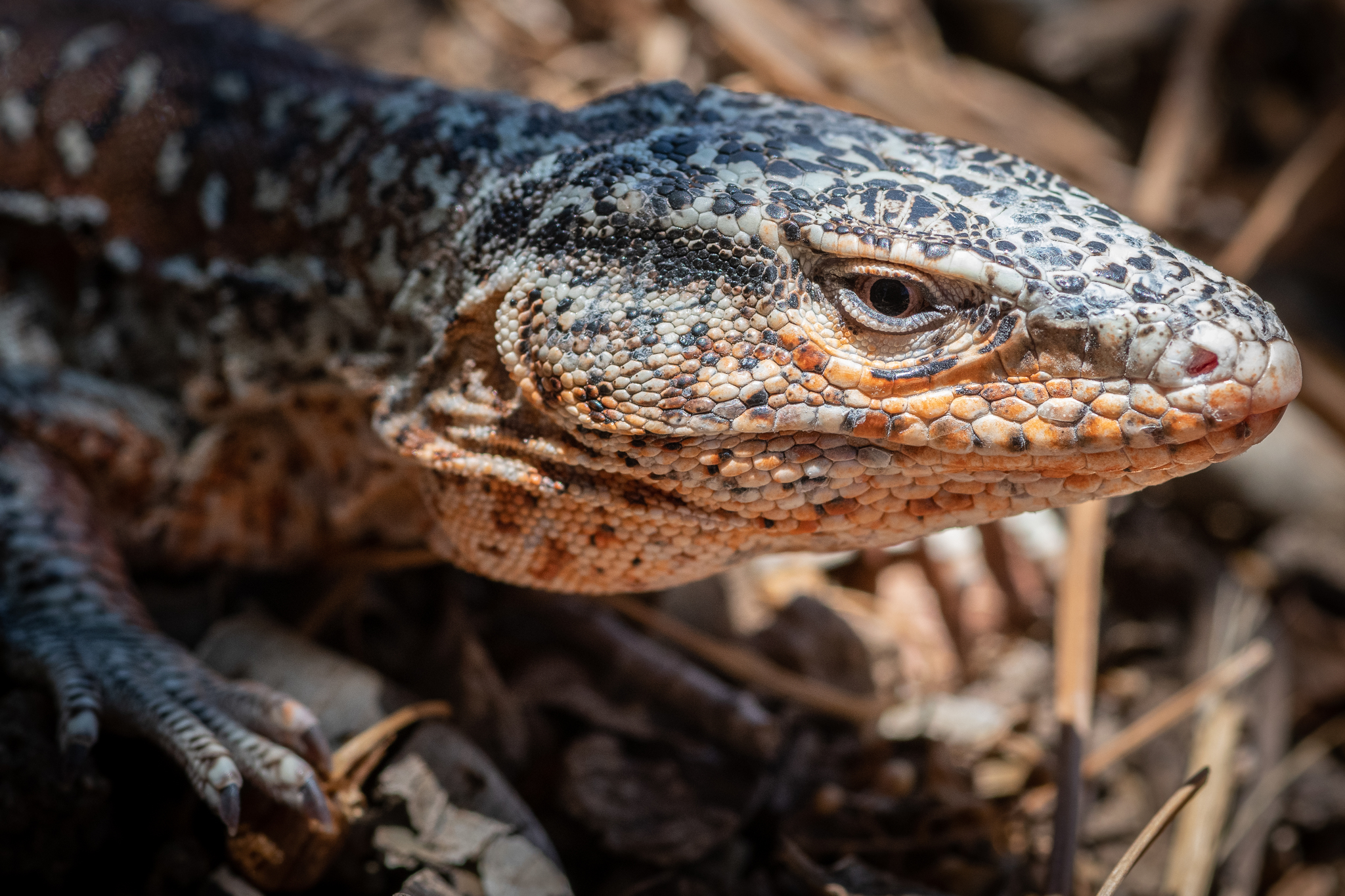
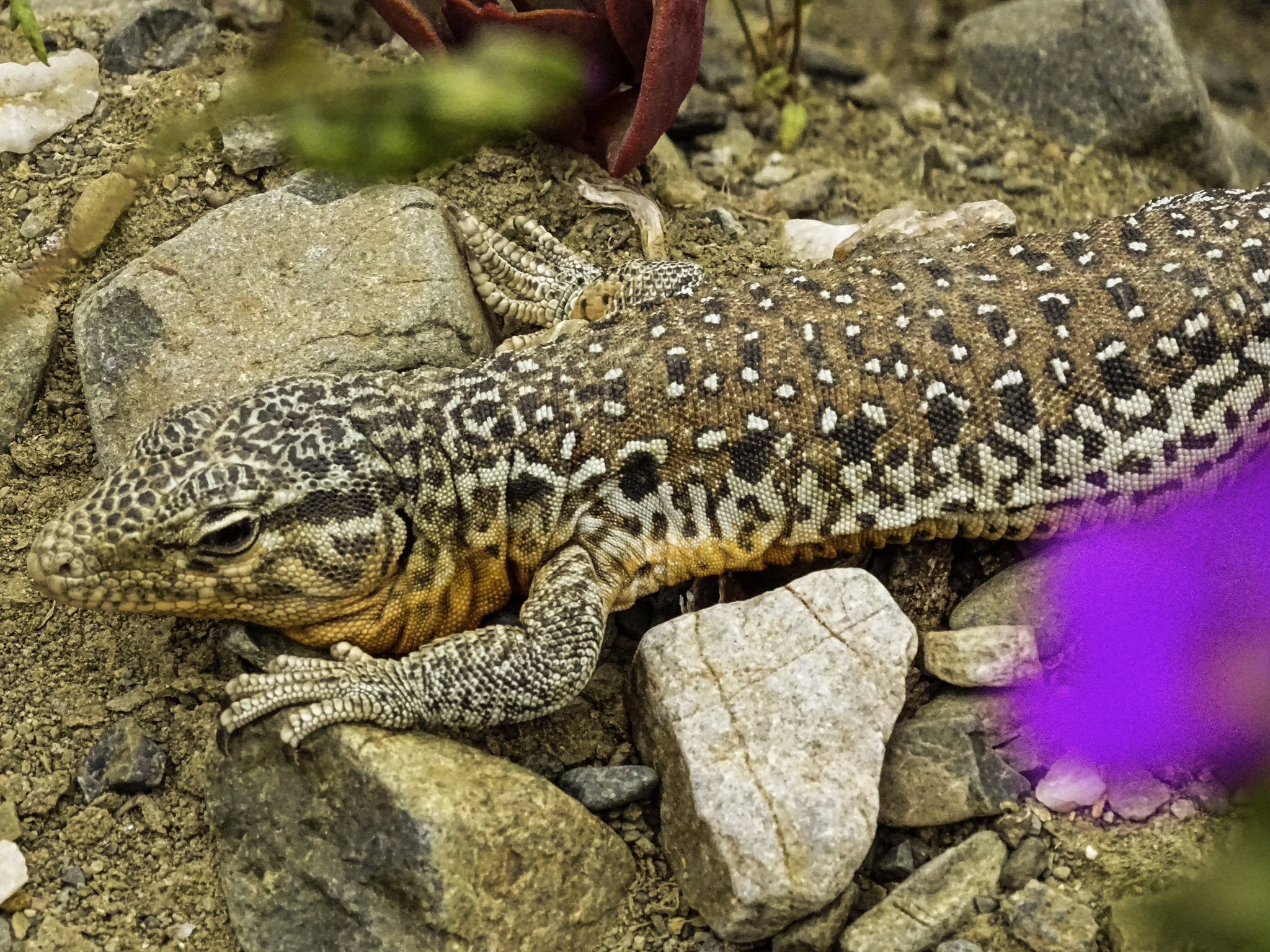
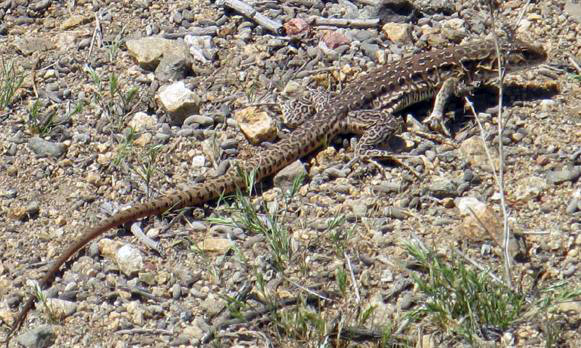